# 31. listopada
31. listopada (31. 10.) 304. je dan godine po gregorijanskom kalendaru (305. u prijestupnoj godini).
Do kraja godine ima još 61 dan.

## Događaji
- 1517. – Martin Luther u Wittenbergu je objavio 95 teza o trgovanju oprostima, o dogmama i uređenju Katoličke crkve. To je bio početak reformacije i tako je nastala evangelistička vjerska zajednica.
- 1863. - U Zagrebu puštena u rad prva plinska rasvjeta
- 1908. – U Londonu svečano zatvorene IV. Ljetne olimpijske igre.
- 1924. – U Milanu je bio održan sastanak predstavnika svjetskih štednih ustanova nakon krize poslije Prvog svjetskog rata i od tada se obilježava Svjetski dan štednje.
- 1954. – u Zagrebu dogodila se jedna od najvećih tramvajskih nesreća u svijetu (Mirogojska tramvajska nesreća 1954.)
- 1971. – U Švicarskoj su na izborima za Nacionalno vijeće prvi put smjele sudjelovati i žene.
- 1991. – U okupirani je Dubrovnik s humanitarnom pomoći uplovio Konvoj Libertas.
- 1991. – Utemeljena 137. brigada HV, Duga Resa.
- 1991. – Utemeljena 138. brigada HV, Delnice.
- 2003. – Mahathir Mohamad je podnio ostavku s položaja premijera Malezije. On je bio vođa zemlje više od 22 godine.
- 2007. – Proglašenje Kavkaskog Emirata

| - 1760. – Kacušika Hokusaj, jedan od naznačajnih japanskih umjetnika, najpoznatiji po drvorezima s motivima planine Fuji († 1849.) - 1825. – Eugen Kvaternik, hrvatski političar, pisac i revolucionar († 1871.) - 1835. – Adolf von Baeyer, austrijski fizičar († 1917.) - 1854. – Hermann Oldenberg, njemački indolog († 1920.) - 1858. – Maximilian Njegovan, austro-ugarski admiral († 1930.) - 1873. – Rudolf Lubinski, hrvatski arhitekt († 1935.) - 1875. – Vallabhbhai Patel, indijski političar († 1950.) - 1920. – Fritz Walter, njemački nogometaš († 2002.) - 1923. – Stjepan Šćavničar, hrvatski akademik, mineralog i kristalokemičar († 2011.) - 1929. – Bud Spencer, talijanski glumac († 2016.) - 1939. – Boris Mutić, hrvatski sportski novinar († 2009.) - 1948. – Zvonimir Zoričić, hrvatski glumac († 2015.) - 1949. – Dubravko Škiljan, hrvatski jezikoslovac - 1950. – John Candy, kanadski komičar i glumac († 1994.) - 1950. – Zaha Hadid, britanska arhitektica i dizajnerica iračkog podrijetla († 2016.) - 1961. – Larry Mullen, irski glazbenik (U2) - 1964. – Marco van Basten, nizozemski nogometaš - 1968. – Branko Ivanković, hrvatski skladatelj, dirigent i glazbeni producent - 1968. – Ivica Ivanković, hrvatski etnolog i folklorist - 1972. – Chris Tucker, američki glumac - 1984. – Rade Radolović, hrvatski glumac - 1992. – Dario Melnjak, hrvatski nogometaš - 2005. – Leonora od Borbóna, španjolska princeza | - 1448. – Ivan VIII. Paleolog, bizantski car (* 1392.) - 1517. – Fra Bartolomeo, taljanski slikar (* 1472.) - 1915. – Blaž Švinderman, hrvatski biskup (* 1842.) - 1916. – Charles Taze Russell, osnivač kršćanske vjerske zajednice Jehovini svjedoci (* 1852.) - 1918. – Egon Schiele, austrijski slikar i grafičar (* 1890.) - 1922. – Alojz Malec, pisac moravskih Hrvata (* 1855.) - 1978. – Dragutin Novak, prvi hrvatski pilot (* 1892.) - 1984. – Indira Gandhi, indijska političarka (* 1917.) - 1988. – Franjo Filipović, hrvatski pedagog (* 1901.) - 1993. – Federico Fellini, talijanski režiser (* 1920.) - 1993. – River Phoenix, američki filmski glumac (* 1970.) |

## Blagdani i spomendani
- Noć vještica u germanskim zemljama
- Svjetski dan štednje